# ترک‌های الجزایر
ترک‌های الجزایر یا الجزایری‌های ترک(عربی: الأتراک فی الجزائر فرانسوی: Turcs en Algérie‎; ترکی استانبولی: Cezayir Türkleri) گروه قومی از ترک‌های آناتولی هستند؛ که یک گروه اقلیت را الجزایر تشکیل می‌دهند. در طول حکمرانی امپراطوری عثمانی، الجزایر مستعمره و زیر سلطه سیاسی-منطقه‌ای این حکومت بود. به عنوان نتیجه، یک ترکیب قومی از الجزایری‌ها با مهاجرت ترک‌ها از آناتولی و سیر تکاملی از «کولوگلیس» که مردمی مخلوط از ترکی و مغرب مرکزی بودند، تشکیل یافتند.

## زبان
در دوران عثمانی، زبان ترکی عثمانی زبان رسمی حکومت در منطقه بود و زبان ترکی بیشتر توسط جامعه ترک الجزایر صحبت می‌شد.[۱۷] با این حال، امروزه اکثر ترک‌های الجزایری به زبان عربی به عنوان زبان مادری خود صحبت می‌کنند. با این وجود، میراث زبان ترکی هنوز آشکار است و بر بسیاری از کلمات و واژگان در الجزایر تأثیر گذاشته‌است. تخمین زده می‌شود که ۶۳۴ کلمه ترکی هنوز در الجزایر استفاده می‌شود.[۵۸] بنابراین، در عربی الجزایری ممکن است یک جمله شامل فاعل عربی، فعل فرانسوی و محمول به بربری یا ترکی باشد.[۵۹]
علاوه بر این، برخی خانواده‌ها نام خانوادگی ترکی خود را حفظ کرده‌اند. نام‌های رایج عبارتند از Barbaros, Hayreddin, Osmanî، Stambouli, Torki, Turki، و Uluçali. عناوین شغلی یا توابع نیز به نام‌های خانوادگی در جامعه الجزایری-ترکی تبدیل شده‌اند (مانند Hazneci, Demirci, Başterzi, Silahtar).[43][60]

## فرهنگ
ترک الجزایر به‌طور کلی خود را افتخار میراث امپراطوری عثمانی، ترکیه و در موفقیت با جامعه الجزایر یکپارچه می‌دانند. هویت خود را بر روی ریشه‌های قومی ترک و سرزمین خود ترکیه، بلکه به آداب و رسوم، زبان و فرهنگ‌های محلی الجزایر نیز پایبند هستند. با توجه به سه قرن حکومت ترک‌ها در الجزایر، امروزه بسیاری از عناصر فرهنگی، معماری و همچنین موسیقی الجزایر از مبدأ و نفوذ ترکیه و میراث ترک است که در حال حاضر مهم‌ترین آن‌ها مواد غذایی نظیر قهوه ترک، لاهماجان، بورک می‌باشد. علاوه بر این نام‌های خانوادگی نظیر باربادوس، استامبولی، عثمانی، حیدرالدین، اولوچالی، باش ترزی، دمیرچی و … در میان ترک‌ها شایع است.

## جمعیت‌شناسی

### جمعیت
با توجه به گزارش سفارت ترکیه در الجزایر بین ۶۰۰٬۰۰۰–۷۰۰٬۰۰۰ مردم ترک در الجزایر زندگی می‌کنند، با این حال، سفارت فرانسه جمعیت ترک‌ها را تا حدود ۲ میلیون برآورد می‌کند. در سال ۱۹۵۳، صبری هیزمتلی مطرح کرد که که مردم با منشأ ترک ۲۵٪ از کل جمعیت الجزایر را تشکیل می‌دهند. با این حال، یا توجه به گزارش کسب و کار گروه آکسفورد در سال ۲۰۰۸ اظهار داشتند که بر اساس یک برآورد محتاطانه تر، نشان می‌دهد که مردم از تبار ترک، ۵٪ از کل جمعیت الجزایر را تشکیل می‌دهند براساس این گزارش، در سال ۲۰۰۶، جمعیت الجزایر ۳۴٫۸ میلیون نفر بود که جمعیت اقلیت ترک در حدود ۱٬۷۴۰٬۰۰۰ تخمین زده می‌شد. طی یک مقاله از روزنامه زمان در سال ۲۰۰۷ اظهار داشت که ترک‌ها تشکیل دهنده ۱۰٪ از جمعیت ۳۳٫۳ میلیون ساکنان الجزایر، یعنی ۳٬۳۰۰٬۰۰۰ نفر از منشأ ترک می‌باشند. در سال ۲۰۱۲، دفتر ملی الجزایر آمار کل جمعیت کشور را ۳۷٫۱ میلیون نفر اعلام کرد.

### شهرها
اقلیت ترک به‌طور عمده در شهرهای بزرگ این کشور زندگی می‌کنند. آن‌ها به‌طور عمده دارای یک حضور سنتی و قوی در کنار موروها می‌دارند. بخش قابل توجهی از تلمسان نیز محل زندگی جامعه ترک در الجزایر می‌باشد. با توجه به حضور طولانی حاکمان ترک در قصبه الجزیره زندگی می‌کنند. جوامع قابل توجهی در بسکره، قبائل، وادالزیتون و استان مدیه حضور دارند.

### مهاجر
بسیاری از الجزایری‌های ترک به کشورهای دیگر مهاجرت کرده‌اند، به عنوان مثال، جمعیت قابل توجهی از اینان در انگلستان سکونت دارند. بسیاری از آن‌ها در اطراف مسجد سلیمانیه لندن که متعلق به ترک‌های بریتانیا می‌باشد، حضور دارند. تعدادی دیگر نیز به اسپانیا، فرانسه، آلمان، سوئیس، هلند، بلژیک و کانادا مهاجرت کرده‌اند.

## یادداشت
^ a: "کولوگلیس" اشاره به (فرزند/ان) از پدر ترک و مادر الجزایری می‌باشد.